# بالتازار پیرت
بالتازار پیرت (انگلیسی: Balthazar Pierret؛ زادهٔ ۱۵ مهٔ ۲۰۰۰) بازیکن فوتبال اهل فرانسه است.
از باشگاه‌هایی که در آن بازی کرده‌است می‌توان به باشگاه فوتبال دینامو بخارست اشاره کرد.